# Distrikt Vizcatán del Ene
Der Distrikt Vizcatán del Ene liegt in der Provinz Satipo in der Verwaltungsregion Junín in Zentral-Peru. Der Distrikt wurde am 2. Oktober 2015 aus Teilen des Distrikts Pangoa gebildet. Er besitzt eine Fläche von 608 km². Beim Zensus 2017 wurden 4254 Einwohner gezählt. Verwaltungssitz ist die 485 m hoch gelegene Ortschaft San Miguel del Ene mit 519 Einwohnern (Stand 2017). San Miguel del Ene liegt am linken Flussufer des Río Ene, etwa 125 km südöstlich der Provinzhauptstadt Satipo.

## Geographische Lage
Der Distrikt Vizcatán del Ene liegt im äußersten Süden der Provinz Satipo. Er wird im Süden vom Río Mantaro, im Osten vom Río Ene sowie im Norden vom Río Yaviro begrenzt.
Der Distrikt Vizcatán del Ene grenzt im Süden an die Distrikte Canayre und Pucacolpa (beide in der Provinz Huanta), im Westen an den Distrikt Tintay Puncu (Provinz Tayacaja), im Norden an den Distrikt Pangoa, im Nordosten an den Distrikt Río Tambo sowie im äußersten Südosten an den Distrikt Pichari (Provinz La Convención).

## Geschichte
Im Mai 2021, kurz vor den Präsidentschaftswahlen in Peru, wurden in San Miguel del Ene mindestens 14 Einwohner (nach Polizeiangaben: 18 Einwohner) in einem Massaker ermordet. Das Militär beschuldigte daraufhin die terroristische Organisation Sendero Luminoso („Leuchtender Pfad“). Eine Abspaltung der ehemaligen Organisation "Leuchtender Pfad" ist heute unter der Führung von Víctor Quispe Palomino in der Region aktiv und widmet sich hauptsächlich dem Drogenhandel. Da die Opfer des Massakers mit dieser zusammenarbeiteten, vorher keine Drohungen erhalten hatten und das Vorgehen nach Zeugenaussagen für Quispe Palomino's Gruppe unüblich erschien, bestehen erhebliche Zweifel an der offiziellen Version des Militärs.